# アクシブ
アクシブ（英: ACSIVE）とは、名古屋工業大学教授の佐野明人のグループと今仙技術研究所が開発した、電源のいらない無動力歩行支援機。日本においては2014年9月、医療用、レジャー用として発売された。2015年5月には左右両側の脚に装着可能な『ACSIVE両脚用モデル』が発売され、2015年9月にはフランスベッドがアクシブの販売・レンタルを全国で開始すると発表。2017年6月には、健常者でも利用できる無動力歩行支援機「aLQ by ACSIVE」が発売されている。2015年、グッドデザイン賞受賞作。

## 概要
アクシブは自力二足歩行ロボットをヒントにした、モーターも電源もいらない歩行装具。構造は片足の骨格のような形状をしており、足に装着すると腰骨の位置に仕込まれたバネが、足が後ろに下がると縮み、その後反動で太腿、膝下を順に振り出し、無理なく次の一歩を踏み出せることで歩行をアシストする。足の付け根、膝を軸とする2重の振り子運動を利用し、少ないエネルギーを用いて効率よく歩行できるようにするものである。モーターなど電気的な動力に頼らない歩行アシスト機は世界初の実用化となる。
無動力であることから、（1）安全性が高い、（2）軽量である、（3）静粛性が高い、（4）低コストであるというメリットがある。各モデルの特徴は以下の通り。
- 2013年モデル - 日常生活での長時間使用を考慮し、脚部に曲げ加工された薄板を使って軽量・薄型し、総重量は約900g[13]。
- 2014年モデル - 素材を炭素繊維に変更し、総重量540gに軽量化[14][2]。
- 2015年モデル - 両脚モデルを追加[3][4]。両脚モデルは総重量は約1,050ｇ[4]。

脳血管障害で片麻痺がある症例、歩行力が弱った高齢者など、現時点で安全に自立歩行が可能な人が適応となる。痛みを緩和する機能、立ち上がり方向へのアシスト機能はない。

## 沿革
- 2013年12月 - 特許出願[17]。
- 2014年4月 - ニコニコ超会議3に出品[18]。
- 2014年9月 - 日本で販売開始[2]。
- 2015年5月25日 - 左右両側の脚に装着可能な「ACSIVE両脚用モデル」が発売された[3][4]。
- 2015年9月10日 - フランスベッドがアクシブの販売・レンタルを全国で開始すると発表[5][6]。
- 2015年10月 - グッドデザイン賞受賞（受賞番号 - 15G020159）[9]。
- 2016年4月 - ベルトをマジックテープ式にし、片麻痺でも片手で装着しやすくした「ACSIVE Easy fit」発売[19]。
- 2016年10月 - 特許第6021124号「歩行支援機」として特許登録[17]
- 2017年6月 - 健常者でも利用できる無動力歩行支援機「aLQ by ACSIVE」発売[7][8][注釈 1]。
- 2018年 - 開発者の佐野明人が、平成30年度全国発明表彰「21世紀発明奨励賞」を受賞[20]。
- 2024年12月 - 中国で開催された『第12届中国老年福祉产品创意创新创业大赛』 （和訳※第12回中国高齢者福祉製品創造的イノベーションと起業家コンテスト）の革新的な製品群で「ACSIVE Easyfit」が銀賞を受賞[21]。

## 取り上げられた番組
- 夢の扉+、TBS系列、2014年8月17日放送[14]。
- ワールドビジネスサテライト、テレビ東京系列、2014年12月16日放送[22]。